# Горюхин, Юрий Александрович
Горюхин Юрий Александрович (28 февраля 1966 года) — писатель, главный редактор журнала "Бельские просторы".
«Творчество даёт человеку самое главное — смысл жизни».

## Биография
Родился 28 февраля 1966 года в г. Уфе.
В 1983 году поступил в Уфимский авиационный институт им. Серго Орджоникидзе, перевелся в Московский технологический институт, в 1990 году окончил. В 2000 году окончил Литературный институт им. А. М. Горького (семинар Н. С. Евдокимова). Работал инженером, метрологом, программистом, специальным корреспондентом Учительской газеты. С 2007 года главный редактор литературного журнала..

## Литературное творчество
Писатель Юрий Горюхин работает в жанре «городской» прозы. Излюбленные стилистические приемы: ирония и самоирония. Язык аскетичный, плотный.

## Достижения, премии, награды
- Финалист Национальной литературной премии Ивана Петровича Белкина (лучшая повесть года, 2002 г.)[2].
- Финалист премии имени Юрия Казакова (лучший рассказ года, 2003, 2005 г.).
- Лауреат литературной премии имени Степана Злобина (2009 г.).
- Шорт-лист Всероссийской литературной премии имени Бажова (2012 г.).[3].
- Шорт-лист Международного литературного Чеховского конкурса «Краткость — сестра таланта»(2013 г.).
- Медаль Года литературы за особый вклад в книжное дело (Федеральное агентство по печати и массовым коммуникациям, Москва, 2015 г.)
- Заслуженный работник культуры Республики Башкортостан (2015 г.)
- Почетная грамота Агентства по печати и средствам массовой информации Республики Башкортостан (2016 г.)
- Почетная грамота Республики Башкортостан (2021 г.)[4].
- Премия Всемирного курултая башкир в области культуры, гуманитарных наук и образования имени Сосланбека Тавасиева (2024 г.)[5].
- Орден Дружбы народов (Башкортостан) (2025 г.)[6].